# ジェヒュー・ゴードン
ジェヒュー・ゴードン（Jehue Gordon、1991年12月15日 - ）は、400メートルハードルを専門とするトリニダード・トバゴの陸上競技選手。2010年6月24日にプロ選手に転向し、同年8月にアディダスと契約した。
国際大会への出場は、兄弟で出場した16歳の時の2008年世界ジュニア陸上競技選手権大会が最初であり、準決勝で5位に入った。同年のCARIFTA競技大会では銅メダルを獲得、翌2009年には50秒01の大会新記録を樹立して金メダルを獲得した。続いて中米カリブ選手権では49秒45に記録を伸ばし、銅メダル、パンアメリカンジュニア選手権で銀メダルに輝いた。
2009年世界選手権では、予選で17歳の世界記録とトリニダード・トバゴ記録を塗り替える48秒66を叩き出して周囲を驚かせた。準決勝も突破し、決勝で48秒26をマークして再びトリニダード・トバゴ記録を更新して4位に入賞した。国際陸上競技連盟（IAAF）は2009年シーズンを振り返って、ゴードンの飛躍を称賛し、将来が楽しみ出ると評した。2010年シーズンはCARIFTA競技大会で400mハードルと110mハードルの2冠で幕を開けた。このとき両種目の大会新記録も樹立し、同大会の最優秀選手に贈られるオースティン・シーリートロフィーを受賞した。
ロンドンオリンピックでは、48秒86で6位に入賞した。2013年世界選手権では当季世界最高記録の47秒69で優勝、トリニダード・トバゴ勢としてはアト・ボルドン以来の金メダルに輝いた。

## 主な競技成績
| 年                       | 大会                     | 開催地                                    | 順位                     | 種目                     | 記録                     |
| トリニダード・トバゴ代表 | トリニダード・トバゴ代表 | トリニダード・トバゴ代表                  | トリニダード・トバゴ代表 | トリニダード・トバゴ代表 | トリニダード・トバゴ代表 |
| ------------------------ | ------------------------ | ----------------------------------------- | ------------------------ | ------------------------ | ------------------------ |
| 2008                     | CARIFTA競技大会（U-20）  | セントクリストファー・ネイビス バセテール | 3位                      | 400mH                    | 53.18                    |
| 2009                     | CARIFTA競技大会（U-20）  | セントルシア ヴューフォート               | 1位                      | 110mH                    | 13.86（0.7 m/s）         |
| 2009                     | CARIFTA競技大会（U-20）  | セントルシア ヴューフォート               | 1位                      | 400mH                    | 50.01 CR                 |
| 2009                     | CARIFTA競技大会（U-20）  | セントルシア ヴューフォート               | 1位                      | 4x400mR                  | 3:10.20                  |
| 2009                     | 世界選手権               | ギリシャ ベルリン                         | 4位                      | 400mH                    | 48.26 NR                 |
| 2010                     | CARIFTA競技大会（U-20）  | ケイマン諸島 ジョージタウン               | 1位                      | 110mH                    | 13.41 CR（1.3 m/s）      |
| 2010                     | CARIFTA競技大会（U-20）  | ケイマン諸島 ジョージタウン               | 1位                      | 400mH                    | 49.76 CR                 |
| 2010                     | CARIFTA競技大会（U-20）  | ケイマン諸島 ジョージタウン               | 3位                      | 4x400mR                  | 3:11.59                  |
| 2010                     | 中米カリブ選手権（U-20） | ドミニカ共和国 サントドミンゴ             | 1位                      | 400mH                    | 50.26 CR                 |
| 2010                     | 中米カリブ選手権（U-20） | ドミニカ共和国 サントドミンゴ             | 1位                      | 4x400mR                  | 3:08.19                  |
| 2012                     | オリンピック             | イギリス ロンドン                         | 6位                      | 400mH                    | 48.86                    |
| 2013                     | 世界選手権               | ロシア モスクワ                           | 1位                      | 400mH                    | 47.69 WL                 |